# Lissoclinum conchylium
Lissoclinum conchylium är en sjöpungsart som beskrevs av Kott 200. Lissoclinum conchylium ingår i släktet Lissoclinum och familjen Didemnidae. Inga underarter finns listade i Catalogue of Life.